# 1444
Năm 1444 là một năm trong lịch Julius.